# 惠特尼 (內布拉斯加州)
惠特尼（英語：Whitney）是位於美國內布拉斯加州道斯縣的村。

## 人口
根據2020年美國人口普查的數據，惠特尼的面積為0.41平方千米，皆為陸地。當地共有人口62人，而人口密度為每平方千米151人。